# 霍尔茨阿普费尔克罗伊特站
霍尔茨阿普弗尔克洛伊特站（德語：U-Bahnhof Holzapfelkreuth）是慕尼黑地铁6号线位于慕尼黑森德灵的一座车站。